# Гродненский иезуитский коллегиум
Гродненский иезуитский коллегиум - образовательное учреждение ордена иезуитов, существовавшее в Гродно в XVII-XVIII веках.

## История
Учреждение коллегиума инициировано монархом Речи Посполитой Стефаном Баторием в 1584 г. Недостаток кадров в ордене и скорая смерть короля отложили реальное основание коллегиума до 1622 г. В 1621 г. гродненский староста Станислав Кособудский (Stanisław Kosobudzki), собираясь на войну с турками, в завещании на случай своего невозвращения записал ордену иезуитов деревню Сухая Баля. В результате в 1622 г. орден основал в Гродно миссионерскую станцию, при которой на следующий год была открыта грамматикальная школа.
В 1630 г. в школе была учреждена Марианская Конгрегация студентов и основана бурса музыкантов, которые украшали игрой представления школьного театра. Бурса была небольшой и обеспечивала содержание 5 мальчиков.
В 1633 г. были созданы условия (накоплены материальные ресурсы коллегиумом и подготовлены преподавательские кадры провинцией ордена), чтобы добавить в образовательную программу школы класс поэтики. В течение двух последующих лет гродненская иезуитская миссия авансировала до уровня резиденции. В 1645 г. добавился класс риторики, что говорило о планах открытия в ближайшее время полного коллегиума.
В 1648 г. начались войны. Во время нашествия московских войск в 1655-62 город был полностью сожжён и опустошён, а резиденция Общества Иисуса прекратила свою деятельность. Новый этап развития гродненской школы иезуитов ознаменовался коренными изменениями во внешней среде. По окончании полосы войн, носящей в польской историографии название «Потопа», кончилась эпоха религиозной толерантности и наступило время супремации католицизма. В образовательном пространстве это способствовало полному доминированию иезуитской школьной системы, которая обладала внутренними механизмами для быстрого наращивания числа высоко мотивированных учительских кадров.
В 1664 г. школа Общества Иисуса в Гродно вновь открыта уже в ранге полного коллегиума. В три приёма в 1677-1684 гг., в 1691 г. и в 1722-1744 гг. иезуиты возвели обширный комплекс каменных зданий коллегиума, часть которых во время сеймов сдавали в наём для сеймовых комиссий и канцелярий. В 1687 г. при коллегиуме была основана Гродненская аптека иезуитов. Годовой доход гродненского дома Общества Иисуса составлял в 1639 г. – 300 злотых, в 1665 г. – 1000 злотых, 1705 г. – 3000 злотых, 1764 г. – 8062 злотых. Поэтому, если в XVII в. коллегиум мог содержать от 7 до 20 человек, то в XVIII в. – от 26 do 38 человек.
Великолепный собственный костёл св. Франциска Ксаверия гродненские иезуиты строили в 1678-1705 гг. Служение в костёле началось в 1700 г., а торжественное посвящение его св. Франциску Ксаверию состоялось в 1705 г. в присутствии союзников в войне против Швеции –  Августа II и Петра I. В 1706 г. состоялся перенос   чудотворной иконы Матери Божьей Конгрегатской в каплицу Марианской содалиции студентов.
В 1709 г. в коллегиуме стал преподаваться курс философии для схоластиков и построено отдельное каменное здание аптеки. Курс философии относил коллегиум к высшей школе. В 1713 г. обустроено новое помещение библиотеки и увеличено собрание книг.
Следующая фаза активного развития началась в тридцатые годы XVIII ст. по окончании полосы войн. Видимым знаком этого стало украшение костёла в 1736-1737 гг. уникальным главным алтарём работы Иоганна Христиана Шмидта из Решеля. Менее заметным признаком наступления нового качества в жизни коллегиума стало введение в его образовательную программу в 1737-1738 гг. моральной теологии. Теология в учебном плане означала приближение коллегиума вплотную к уровню академии/университета, а это, в свою очередь, подстегнуло к развитию материальной базы. В 1744 г. было окончено строительство всего комплекса зданий коллегиума. В 1745 г. в библиотеке поставлены новые шкафы и смонтированы железные ставни. В 1752 г. окончательно надстроены башни и купола костёла. В 1763 г. надстроен этаж над аптекой. В 1762 г. расширено содержание курса теологии и учреждено Братство Пресвятого Сердца Иисуса для развития благочестивых практик в студенческой среде. В 1770-1773 гг. в коллегиуме стали преподавать математику и современные языки: немецкий и французский. В 1772 г. был открыт шляхетский конвикт и его префектом был назначен Францишек Ксаверий Богуш, сыгравший значительную роль дальнейшем развитии системы образовании Речи Посполитой. Эти новации были последними. В 1773 г. в Риме папа издал буллу о роспуске ордена иезуитов, которая по сути разрушала существовавшее более двухсот лет единое европейское образовательное пространство и косвенно создавала материальную базу для создания национальных школ. Новообразованная Комиссия национального образования на базе коллегиума в Гродно создала окружную школу, одну из девяти в Речи Посполитой.  В 1772 г. кадровый состав Гродненского коллегиума насчитывал 42 человека. Из них в новой школе место для работы и жизни было предоставлено только восьми профессорам.

### Руководство коллегиума
Супериоры: Адам Колозембский (1621 - 1626), Андрей Косиньский (1626 - 1627), Андрей Гружевский (1627 - 1630), Иероним Кердей (1630 - 1634), Владислав Стэпковский (1634 - 1636), Мацей Леский (1636 - 1638), Павел Козловский (1638 - 1641), Иоанн Каспрович (1641 - 1642), Георгий (Ежи) Рафалович (1642 - 1643), Валентин Черницкий (1643 - 1645), Мацей Сокольницкий (1645 - 1647), Сильвестр Дренжевский (1647 - 1650), Георгий (Ежи) Эрэнст (1651 - 1654), Сильвестр Дренжевский (1654-1660) и Иероним Дзевалтовский (1660-1664).
Ректоры: Иоанн Сверчевский (1664-1667), Варфоломей Земблицкий (1667-1671), Симон Вдзеконьский (1671-1674), Мацей Колаковский (1674 - ум. 18 IV 1676), Иоанн Карницкий (вице-ректор, 1676-1677), Иоанн Юхнович (1677-1681), Казимир Гнатовский (1681-1684), Николай Жерницкий (1684-1688), Петр Олизарович (1688-1697), Андрей Глядовицкий (1697-1700), Иоанн Бельский (1700-1703), Иосиф Рымгайло (1703-1706), Мацей Ковнацкий (1706-1709), Антоний Ширма (1709-1713), Николай Знамировский (1713-1716), Фелициан Косажевский (1716-1719), Станислав Злотникевич (1719 - 1722), Иозафат Соколовский (1722-1725), Иосиф Бомбек (1725-1728), Константин Каменьский (1728-1731), Александр Савицкий (1731-1734), Антоний Хондзыньский  (1734-1737), Францишек Гжымала (1737-1740), Антоний Войнилович (1740-1743), Францишек Гжымала (1743-1746), Гилярий Марцинкевич (1746-1749), Казимир Юрага (1749-1753), Фабиан Дохторович (1753-1759), Казимир Вазгирд (1759-1763), Игнатий Жаба (1763-1766), Станислав Жаба (1766-1769) и Иосиф Скорульский (1769-1773).